# Prosopocoilus capricornus
Prosopocoilus capricornus es una especie de coleóptero de la familia Lucanidae.

## Distribución geográfica
Habita en Vietnam.